# Daniel Bell
Daniel Bell (Nova Iorque, 10 de maio de 1919 - Cambridge, 25 de janeiro de 2011) foi um sociólogo estadunidense, professor emérito da Universidade Harvard e diretor da Fundação Suntory, bem como, pesquisador residente da American Academy of Arts and Sciences.  Era descrito como sendo um dos líderes intelectuais da América da era pós-guerra. Faleceu em 25 de Janeiro de 2011.

## Carreira
Graduou-se em sociologia em 1939 na City College of New York e começou sua carreira como jornalista tornando-se editor de The New Leader (1941-1945), Fortune (1948-1958. Foi co-fundador do The Public Interest Magazine (1965). 
Em 1960, a Universidade Columbia concedeu-lhe o título de PhD, onde lecionou de 1959 até 1969 e depois na Universidade de Harvard.
Foi um pensador muito influente durante as décadas de 1960 e 1970, principalmente com obras sobre o pós-industrialismo e a tese do fim das ideologias. Sua obra, até hoje, representa um marco nas discussões em economia, sociologia e economia política.

## Pensamento
Suas obras mais importantes são: O Fim da Ideologia, The End of Ideology, de 1960, O Advento da Sociedade Pós Industrial, The Coming of Post Industrial Society, de 1973, e As Contradições Culturais do Capitalismo, The Cultural Contradictions of Capitalism, de 1976.
Em O Fim da Ideologia, 1960, Daniel Bell trata do esgotamento das grandes ideologias nascidas no século XIX, de matriz humanista. Segundo ele, o desenvolvimento econômico, a elevação da renda dos trabalhadores, e o Estado de Bem Estar Social, tornaram a questão do conflito de classes menos aguda. As ideologias teriam perdido sua funcionalidade e seu caráter mobilizador nas sociedades de capitalismo avançado. As razões para os antagonismos mais intensos haviam desaparecido. As sociedades desenvolvidas teriam atingido um consenso, uma combinação de democracia representativa e desejo de prosperidade econômica, através da economia de mercado, como uma síntese historicamente construída.
Em O Advento da Sociedade Pós-Industrial, ele aborda o nascimento da chamada "sociedade pós-industrial", caracterizada pelo avanço do setor de serviços e das atividades de informação, substituindo os elementos que caracterizavam a sociedade industrial. Mudança que implicou uma nova estratificação social. É o momento dos técnicos especialistas com atividades voltadas para a coleta, organização, processamento, e julgamento, com base na qualidade e quantidade dessas informações. Diminui o número de trabalhadores sem especialização, a qualificação se torna dominante entre os trabalhadores dos países desenvolvidos, afetando significativamente a organização sindical. A educação de qualidade torna-se vital. O capital humano aperfeiçoando-se e o trabalho intelectual agregando valor passam a ditar o ritmo do crescimento econômico, uma característica central dessa fase. Um novo tipo de conhecimento, o teórico, e não o empírico, se impõe, é a chegada da sociedade do conhecimento, o terceiro estágio de evolução social. A tecnologia havia afetado o conjunto da sociedade, ou as três esferas que compõem a sociedade, a esfera cultural, social e política, segundo a teoria de Daniel Bell. Sua expressão é a ligação funcional da Universidade com a empresa, o poder econômico centrando-se no conhecimento.
Em As Contradições Culturais do Capitalismo, 1976, Daniel Bell observa que o avanço do setor de serviços implicou no surgimento de uma mentalidade com predomínio do hedonismo, ou da satisfação imediata dos desejos entre a população em geral. A emergência do prazer do consumo, em contraposição ao trabalho longo e penoso da fase industrial, se torna um fator cultural de impacto econômico. Um consumo muito além das necessidades individuais, orientado por uma nova mentalidade, superando assim o ideal puritano de evitar o consumo excessivo e os prazeres mundanos, via ascese.
Nos pós-guerra, cresce a demanda por ações contínuas do Estado a fim de garantir um ambiente propício ao crescimento econômico. O desejo de crescimento, vindo da cultura, gerando turbulência econômica. Demandas crescentes sobre uma estrutura econômica limitada pelos critérios de eficiência alocativa, produtividade e tecnologia. Recursos limitados, meios limitados, e demandas crescentes, contradições centrais da era pós-industrial sublinhadas por Daniel Bell. 
As teses de Bell têm suscitado muita discussão acadêmica e política sobre diversas questões como, por exemplo, a questão da perda de importância do trabalho manual em favor do trabalho intelectual, as novas demandas de grupos diversos, a questão da mentalidade hedonista, a sustentabilidade ecológica, a temática do conflito distributivo, a possibilidade de reproduzir tal modelo em todos as nações do planeta e o papel do Estado no estágio atual do capitalismo.
O Fim das Ideologias, 1960, e As Contradições Culturais do Capitalismo, 1976, foram incluídas entre as 100 obras mais importantes da segunda metade do século XX pelo suplemento literário do New York Times.